# Tuafanu
Tuafanu is een bestuurslaag in het regentschap Timor Tengah Selatan van de provincie Oost-Nusa Tenggara, Indonesië. Tuafanu telt 3254 inwoners (volkstelling 2010).